# Shaky Shaky
«Shaky Shaky» es un sencillo del cantante puertorriqueño de reguetón Daddy Yankee, lanzado el 8 de abril de 2016. Fue escrito por Daddy Yankee, Carlos Ortiz y Luis Ortiz, y producido por el dúo Urba & Rome.

## Crítica
La prensa filipina GMA Network publicó: “Después de ‘Trumpets’, vino otra sensación viral conocida como el #ShakyChallenge, derivado del sencillo ‘Shaky Shaky’ de Daddy que hizo bailar a todos en las Filipinas”.
Por su parte, The New York Times calificó a «Shaky Shaky» como: «Ágil, sencilla y pegadiza, el éxito de reggaetón de Daddy Yankee se encuentra entre el más eficaz, un retroceso a sus sencillos de hace una década».

## Vídeo musical
El vídeo musical fue lanzado el 14 de julio de 2016.
En julio de 2017 superó la barrera de los mil millones de reproducciones en YouTube.

## Remix
El remix de «Shaky Shaky» fue lanzado el 14 de octubre del 2016, colaborando con Nicky Jam y Plan B. Sobre el remix, Yankee declaró:

«Quería hacer un remix memorable y sabía que contando con Nicky Jam y Plan B iba a obtener el resultado porque conocen a la perfección este tipo de sonido, el cual tira más a la raíz del reggaetón. Parece un tema nuevo, más que un remix es como una nueva versión del Shaky Shaky».
                                                                                                           Daddy Yankee.

### Derivacion
Yankee a explicado a los medios de comunicación que a causa de las numerosas peticiones de sus seguidores, creó una canción con la pista allegada con ésta, de nombre “Hula Hoop” teniendo buena acogida por el público. El lyric fue publicado en YouTube el 2 de marzo de 2017 en la canal del artista puertorriqueño.

## Posicionamiento en listas
| Lista (2016–17)                       | Mejor posición |
| ------------------------------------- | -------------- |
| Argentina Digital Songs (CAPIF)       | 2              |
| Chile (Monitor Latino)                | 5              |
| Dominican Republic (Monitor Latino)   | 1              |
| México (AMPROFON)                     | 6              |
| México (Monitor Latino)               | 1              |
| Mexico Airplay (Billboard)            | 7              |
| Spain (PROMUSICAE)                    | 25             |
| US Bubbling Under Hot 100 (Billboard) | 2              |
| US Billboard Hot 100                  | 88             |
| US Hot Latin Songs (Billboard)        | 1              |
| US Tropical Songs (Billboard)         | 1              |
| Venezuela (Record Report)             | 42             |

| Lista (2016)                           | Mejor posición |
| -------------------------------------- | -------------- |
| Spain (PROMUSICAE)                     | 56             |
| US Hot Latin Songs (Billboard)         | 8              |
| US Latin Airplay Songs (Billboard)     | 43             |
| US Latin Digital Songs (Billboard)     | 18             |
| US Latin Pop Airplay Songs (Billboard) | 36             |
| US Latin Streaming Songs (Billboard)   | 22             |
| US Tropical Airplay Songs (Billboard)  | 12             |

## Certificaciones
| País                | Certificación | Ventas |
| ------------------- | ------------- | ------ |
| Chile (IFPI Chile)  | Platino       | 10 000 |
| España (PROMUSICAE) | 2× Platino    | 80 000 |